# عزيز كور نيانغ
عزيز كور نيانغ (بالإنجليزية: Aziz Corr Nyang)‏ (مواليد 27 أغسطس 1984 في بانجول) لاعب كرة قدم غامبي دولي يجيد اللعب في خط الهجوم . يلعب حاليا لصالح سوندسفال السويدي منذ 2009 .

## روابط خارجية
- عزيز كور نيانغ على موقع الاتحاد الدولي (مؤرشف)  (الإنجليزية)
- عزيز كور نيانغ على موقع اتحاد السويد (السويدية)
- عزيز كور نيانغ على موقع قاعدة بيانات كرة القدم.إي يو (الإنجليزية)
- عزيز كور نيانغ على موقع ناشيونال فوتبول تيمز (الإنجليزية)
- عزيز كور نيانغ على موقع Soccerway.com (الإنجليزية)
- عزيز كور نيانغ على موقع عالم كرة القدم.نت (الإنجليزية)